# Olympische Winterspiele 1928/Teilnehmer (Lettland)
| Gelbes Symbol für Goldmedaillen mit stilisierten Olympischen Ringen | Graues Symbol für Silbermedaillen mit stilisierten Olympischen Ringen | Braundes Symbol für Bronzemedaillen mit stilisierten Olympischen Ringen |
| ------------------------------------------------------------------- | --------------------------------------------------------------------- | ----------------------------------------------------------------------- |
| —                                                                   | —                                                                     | —                                                                       |

Lettland nahm an den II. Olympischen Winterspielen 1928 in St. Moritz mit einem Athleten teil.
| Eisschnelllauf | Alberts Rumba | 500 m  | 16 |  |
| Eisschnelllauf | Alberts Rumba | 1500 m | 14 |  |
| Eisschnelllauf | Alberts Rumba | 5000 m | 15 |  |